# Cef Tanzy
Carlos Fernando Tanzi, tem como nome de palco, Cef Tanzy. É um artista, angolano, nato no Tsotso, Damba na província do Uíge, Angola, onde viveu aproximadamente 4 meses até mudar-se para Luanda com a sua família.
É filho de pais bazombo, Kumbisa Fernando Tanzi e de Elisa Kumona Tana,  Seu sub-grupo étnico localizada ao norte de Angola.

## Biografia
Cef Tanzy cresceu em Luanda, na zona suburbana da Mabor, que liga os municípios de Cazenga e Cacuaco.
Começou a cantar aos 9 anos no grupo coral da Igreja Boa Nova por influência dos seus irmãos mais velhos Tony Laf e A’mosi Just a Label conhecido por alguns como Jack Nkanga. Enquanto crescia sua verdadeira paixão sempre foi futebol, que praticou até um determinado período, até a música ganhar maior expressão em sua vida.  Mesmo depois de fazer sucesso, disse que "pretendo formar-me e ser um grande treinador de futebol para trazer várias conquistas para o desporto nacional. Quero realizar-me nesta área quando estiver no final da carreira como músico, vou dedicar-me a esta paixão".
Seu processo de descoberta de identidade artística, começou com a tentativa de fazer Rap/Hip Hop, e que posteriormente o género Soul R&B começou a se auto desenvolver em si. Dado ao meio por onde se situava, ele diz ter tido poucas possibilidades de ver-se singrar no mundo da música.

## Carreira musical
Em 2003 teve a sua primeira experiência como cantor participando no concurso de imitação, Estrelas aos Palco, concurso este onde chegou a estar entre os finalistas, um projecto que contou com a produção e realização da Lac. apoiado pelo seu irmão mais velho A’mosi Just a Label. Após essa experiência, ele nunca mais parou.
Em 2008 Cef Tanzy conhece o Vovó do grupo Alegefixos, sendo que o Cef Tanzy na altura era um músico que só podia se ouvir ao vivo e acústico. Vovó oferece-se em ajudá-lo a gravar suas músicas em seu estúdio situado no Bairro do Marçal.
Seu irmão mais velho A’mosi Just a Label, sempre serviu-lhe de guia, e de chave mestre em quase tudo, no entanto, como em 2009, o irmão vivia na baixa de Luanda, Cef Tanzy quis viver com ele, este achou que era muito arriscado para os dois viverem juntos e focados apenas com a música, que não era ainda uma fonte de rendimento na altura. Decidiu então ir passar uns tempos com um amigo no Zamba II, com quem esteve durante 3 semanas. Era tudo uma estratégia de criação de oportunidades, socializar-se com as pessoas inseridas no showbiz. 
Após esse tempo, mudou-se para o bairro do Rocha Pinto. A’mosi Just a Label, apresenta o Cef Tanzy ao Vui Vui, como uma proposta com o qual ele podia trabalhar. Nessa altura  o membro integrante do grupo Kalibrados, para além de ser músico, era também um empresário bem sucedido no cenário musical em Angola. Vui vui, passa então a trabalhar com ele sob produção do Detergente, um jovem produtor e talentoso, com quem  Cef Tanzy trabalhou por muito tempo até o ciclo fechar.
Em 2010, conhece o empresário Mi Mosquito, este acreditou e investiu  no artista, levando-lhe a gravar com os Wonderboyz. Surge então dai os singles Pintor de Rua, Amor é prático, Campeã. Temas esses que fizeram parte do projecto Milionário Family, e também do álbum Botão de Rosa. Álbum este que foi lançado em 2013 e que tem a LS Produções como distribuidora. Antes mesmo do álbum ter sido gravado, por uma questão de diferenciação ideológica Cef Tanzy e Mi Mosquito rescindiram o contrato que ambos tinham em conjunto. Cef Tanzy persistiu com o seus sonhos até concretizar e tornar o seu álbum numa realidade e depois ganhar uma notoriedade inquestionável a nível do mercado Lusófono.
Segundo a jornalista Victória Pinto, até 2020 Cef acumulava 14 prémios em várias categorias, entre elas melhor interprete, melhor voz masculina, álbum do ano, melhor zouk, melhor R&B e artista do ano, e teve vários sucessos em sua carreira, como Pintor de Rua, Botão de Rosa, Amor é Prático, Digital, Campeã, Estátua ninguém se mexe, Atrofiar, Mulher tem Força, Dica dos Papoites, Tá me Treinar, É só kuiar, entres outros. Em 2021 o jornalista Ildo Espinha o chamou de "ícone da nova geração", e Stela Quilalo e Eucadia Ferreira disseram que ele é "um dos cantores mais queridos do momento". Cef considera a música uma forma de chamar a atenção para problemas sociais importantes.
Cef Tanzy também é Ceo da C8 Music Group (C8MG), Empresa criada em 2011 que actua na área de descoberta de novos talentos, dando-lhes a oportunidade de poderem expressar-se através da música.

### Primeiro Álbum

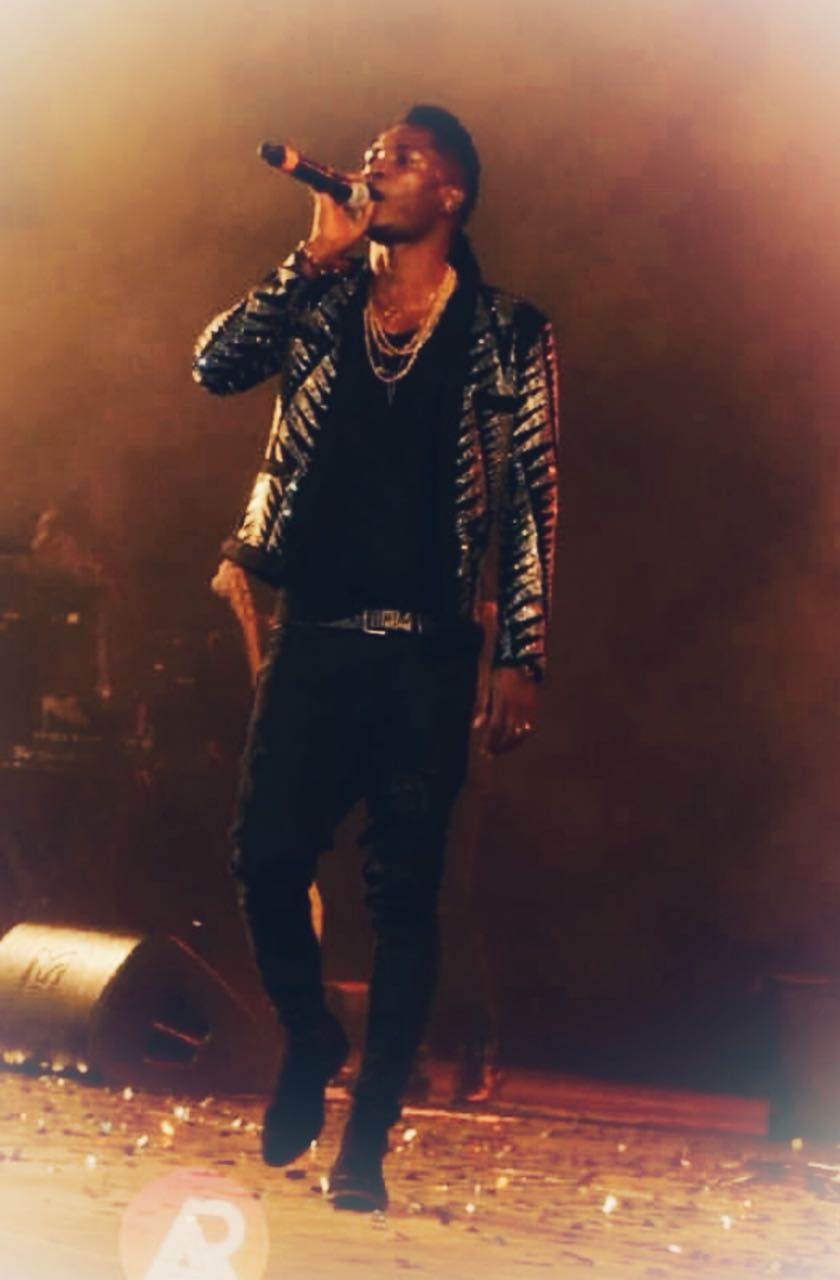
Cef Tanzy no Grande Show Cartel de amor no Cine Atlantico

Botão Rosa é o primeiro álbum do Cef Tanzy, lançado em 2013. Teve sucessos de singles como, Pintor de Rua, Amor é Prático, Botão de Rosa e Digital. O álbum rendeu-lhe mais de nove mil cópias vendidas.
Em 2016 fez parte do projecto Legado da lenda, um projecto da B26, em parceria com o Big Nelo, Lil Saint, Young Double. Desta obra destacam-se os sucessos como Atrofiar, Estátua ninguém se mexe e Tá doce.

## Arte
Cef Tanzy, é cantor, produtor musical de música Trap Zouk, R&B, Soul Music e Afro Pop, compositor, letrista e actor.
Em 2012 criou a vertente Trap Zouk, em parceria com o Smash, seu co-produtor, com o qual gravou dois álbuns originais, Botão de Rosas e Cartel D’amor. Trap Zouk, é uma vertente de Zouk, com uma métrica inovadora dentro daquele género. Com essa peculiaridade sonora, Cef Tanzy influenciou o mercado nos lugares por onde a sua música tem expressão, sendo que outros cantores jovens identificaram-se com as waves.

## Nomeações
Top Rádio Luanda
| Ano  | Categoria               | Resultado |
| ---- | ----------------------- | --------- |
| 2012 | Voz revelação masculina | Vencedor  |
| 2012 | Melhor cantor de R&B    | Vencedor  |
| 2014 | Melhor cantor de R&B    | Vencedor  |
| 2017 | Melhor Ghetto Zouk      | Vencedor  |

Angola Music Awards
| Ano  | Categoria                    | Resultado |
| ---- | ---------------------------- | --------- |
| 2013 | Melhor cantor de R&B         | Vencedor  |
| 2017 | Melhor voz masculina         | Vencedor  |
| 2017 | Melhor melhor música moderna | Vencedor  |

Obteve ainda o troféu Kisom como o artista número 1 na plataforma ao longo de 14 semanas, os prémios de melhor intérprete masculino e melhor álbum do ano do festival Moda Luanda em 2018, e em 2018 a melhor música do ano do Globos de Ouro Angola com a música A Mulher tem Força.

## Discografia

### Álbuns
- Botão de rosa 2013
- Legado da lenda 2016
- Cartel D”Amor 2017

### Singles
- Pintor de rua
- Amor é pratico
- Campeã
- Botão de rosa
- Digital
- Atrofiar
- A mulher tem força
- Fumo no ar
- Meu broto
- Estátua ninguém sem mexe
- Tá doce
- Dicas dos papoites
- Tá me treinar
- É só já orar
- Michael Jackson
- Na rave
- Mente Poluída

### Projecto
- Team de sonho em 2018

## Filmografia
- 2016: Mini série Makongo (Divórcio e Atrofiar)

## Turnês

### First Tour 2013
- Luanda, Benguela, Huambo, Lubango, Bié, Lunda Norte, Lunda Sul, Uige, Cuando Cubango e Cuanza Sul

### B26 Tour 2016
- Angola:

Bié, Humabo, Namibe, Benguela, Uige, Cabinda e Soyo
- Portugal:

Meo Sudoeste

### Cartel D’amor Tour 2017
- Angola:

Luanda, Benguela, Huambo, Lubango, Bié, Lunda Norte, Lunda Sul, Uige, Cuando Cubango, Cuanza Sul, Namibe, Cabinda, Zaire, Kuanza Norte e Malanje
- Moçambique:

Maputo, Quelimane, Beira,Nampula e Tete
- Guiné Bissau:

Bissau
- São Tomé:

São Tomé
- Portugal:

Lisboa(Campo Pequeno)
- Holanda:

Roterdam(Exolcher Stadium)
- França

Fontenie

## Vida Pessoal
É casado com a Inês Jandira Muleleno Henriques Tanzi, com a qual tem duas filhas, Kayila Tanzi e Swahily Tanzi.
Considera-se heterosexual, pan-africanista, humanista, que tenciona construir um centro de acolhimento para pessoas desfavorecidas.